# Vishwanath Pratap Singh
Vishwanath Pratap Singh (Allahabad, 25 de junio de 1931-Nueva Delhi, 27 de noviembre de 2008) fue primer ministro de India entre 1989 y 1990.
Descendiente de la familia real Rathore de Manda, era hijo del rajá Bhagwati Prasad Singh. En el año 1936 fue adoptado por el rajá Bahadur Ram Gopal Singh de Manda, a quién sucedió el 1941. Fue elegido como Ministro-Jefe del estado de Uttar Pradesh en el año 1980, durante el gobierno de Indira Gandhi. Como Ministro-Jefe, combatió a la criminalidad en aquel estado.